# Музей Хорна
Музей Хорна (итал. Il Museo Horne) — музей на улице Виа де Бенчи 6 во Флоренции (Тоскана), в котором реконструированы комнаты типичного старого флорентийского дома с многочисленными предметами, скульптурами и, прежде всего, примечательной коллекцией живописи итальянских художников XIV—XV веков.

## История музея
Музей создан по завещанию Герберта Перси Хорна, английского историка искусства, прожившего большую часть своей жизни во Флоренции в этом доме и собиравшего свои коллекции с 1894 года. Музей представляет как повседневную жизнь этого города в эпоху Средних веков и Возрождения, так и развитие рынка антиквариата в конце девятнадцатого века (когда некоторые из величайших музеев мира ещё только формировались). Собрание музея также отражает любовь членов английской общины к культуре Флоренции, формируя романтический образ города и защищая его художественное наследие.
Здание музея в период между 1346 и 1357 годами принадлежало разным семьям, постепенно расширялось и перестраивалось. В 1489 году это здание было продано Симоне и Луиджи ди Якопо Корси, а в 1495—1502 годах оно было ими расширено и отремонтировано в соответствии с велениями эпохи Возрождения. Проект приписывали местному уроженцу архитектору Джулиано да Сангалло (со скульптурными элементами Андреа Сансовино). Перестроенный дворец также часто менял хозяев и его сдавали в аренду. В 1589 году арендатором был Джино ди Филиппо Ринуччини; во второй половине XVIII века в нём проживала семья Ненчини. Перешедший к семье Фосси в первой половине XIX века, дворец подвергся «перестройке второго этажа» между 1832 и 1849 годами по приказу маркиза Антонио. Затем в 1896 году он был продан и только в 1912 году его купил Герберт П. Хорн.
Хорн с 1912 по 1915 год с помощью инженера Эудженио Кампани координировал сложную реставрацию дворца в соответствии с тем видом, который он должен был иметь в эпоху раннего Возрождения.
После смерти Хорна в 1916 году дворец был передан по завещанию государству, был создан фонд для ухода за хранящимися в нём произведениями искусства и обеспечения их доступности для публики. Открытие музея Фонда Хорна состоялось в 1921 году благодаря усилиям двух друзей Хорна, Джованни Поджи и Карло Гамбы Гизелли. Последний, в частности, был президентом фонда и куратором музея с момента смерти Хорна до его собственной кончины в 1963 году, он отвечал за общее расположение коллекций в том виде, в каком они существуют и в наше время.

## Экспозиция музея
Шедевром музея является алтарный образ «Святой Стефан» работы Джотто. Также в музее представлены «Мадонна с Младенцем», приписываемая Симоне Мартини, «Мадонна» Бернардо Дадди, «Святое семейство» Беккафуми, «Христос в милосердии» Филиппо Липпи, триптих со святыми Леонардо, Екатериной Александрийской и Маргаритой Пьетро Лоренцетти, «Аллегория музыки» Доссо Досси и полихромный рельеф Антонио Росселлино. Имеется также небольшое плохо сохранившееся панно, представляющее собой одно из очень редких произведений Мазаччо, а именно фрагмент пределлы с «Историями святого Юлиана» из Триптиха Карнесекки.
Некоторые особо хрупкие произведения были перенесены в другие музеи, например коллекция рисунков XVII—XVIII веков была передана в галерею Уффици.
В музее хранятся уникальные образцы мебели, в частности кассоне эпохи Возрождения, ценная расписная майолика, оригинальная утварь того времени, а также старинные колоды карт, монеты, печати и многое другое.

## Выставки
В период с 2000 по 2001 год Фонд Хорна проводил выставку «От Рафаэля до Рубенса», на которой, в частности, были представлены коллекции из тридцати пяти рисунков Рафаэля, а также произведения Понтормо, Пьетро да Кортоны, Джан Лоренцо Бернини, Гвидо Рени, Гверчино, Питера Пауля Рубенса.
С октября 2011 по январь 2012 года в музее проходила выставка рисунков, посвященная портретам и фигурным этюдам. Этот экскурс простирается от конца пятнадцатого века до конца девятнадцатого века, от школы Мантеньи до английских мастеров Иоганна Генриха Фюссли и Джона Констебля. Также представлены такие шедевры, как «Голова музы» Рафаэля, этюд Пьетро да Кортоны, «Автопортрет Джана Лоренцо Бернини в молодости», «Голова гермафродита» Джулио Романо, а затем рисунки Альбрехта Дюрера, Понтормо, Гвидо Рени, Гверчино и Пьяццетты.

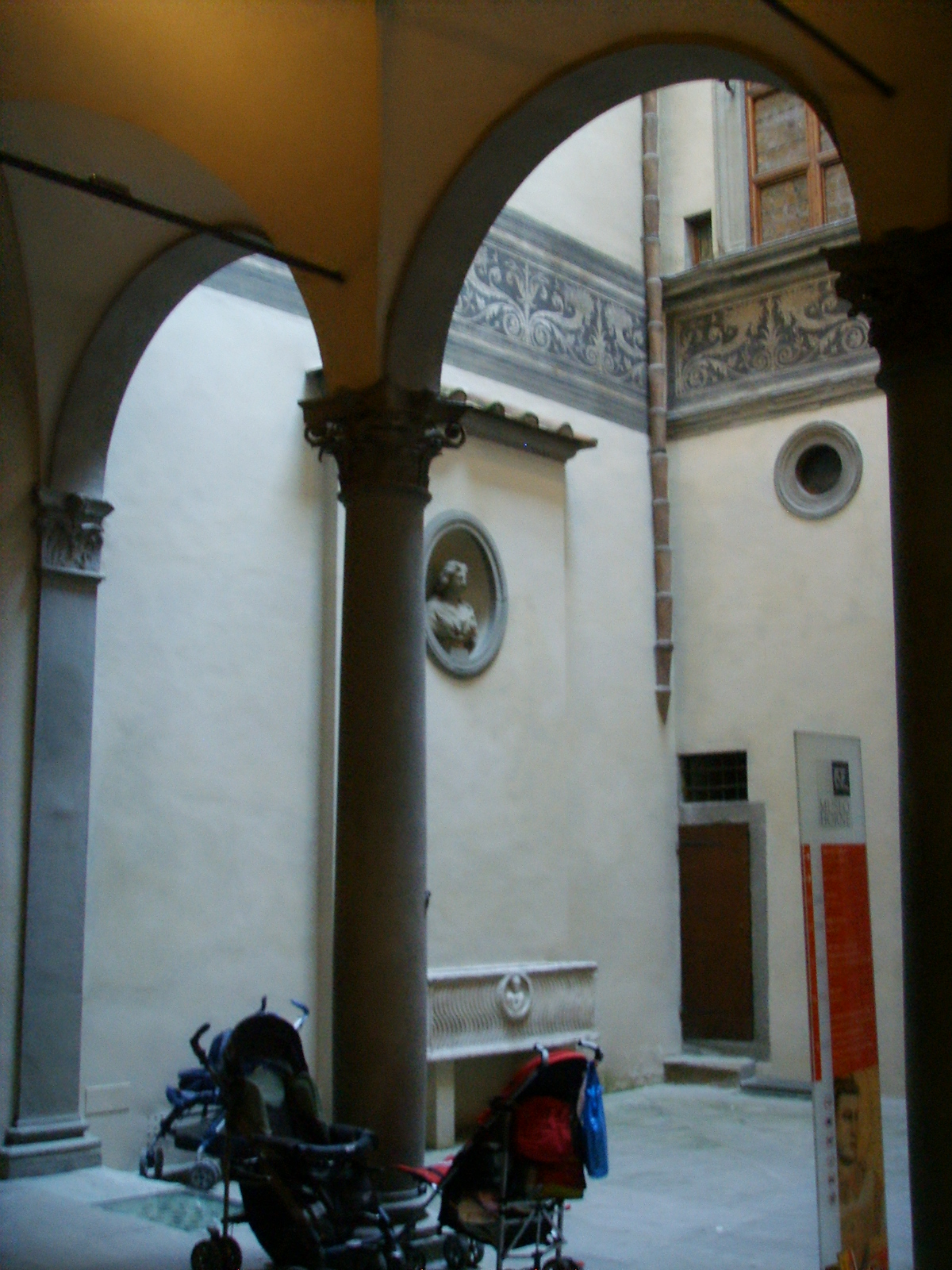
Кортиле (дворик) палаццо
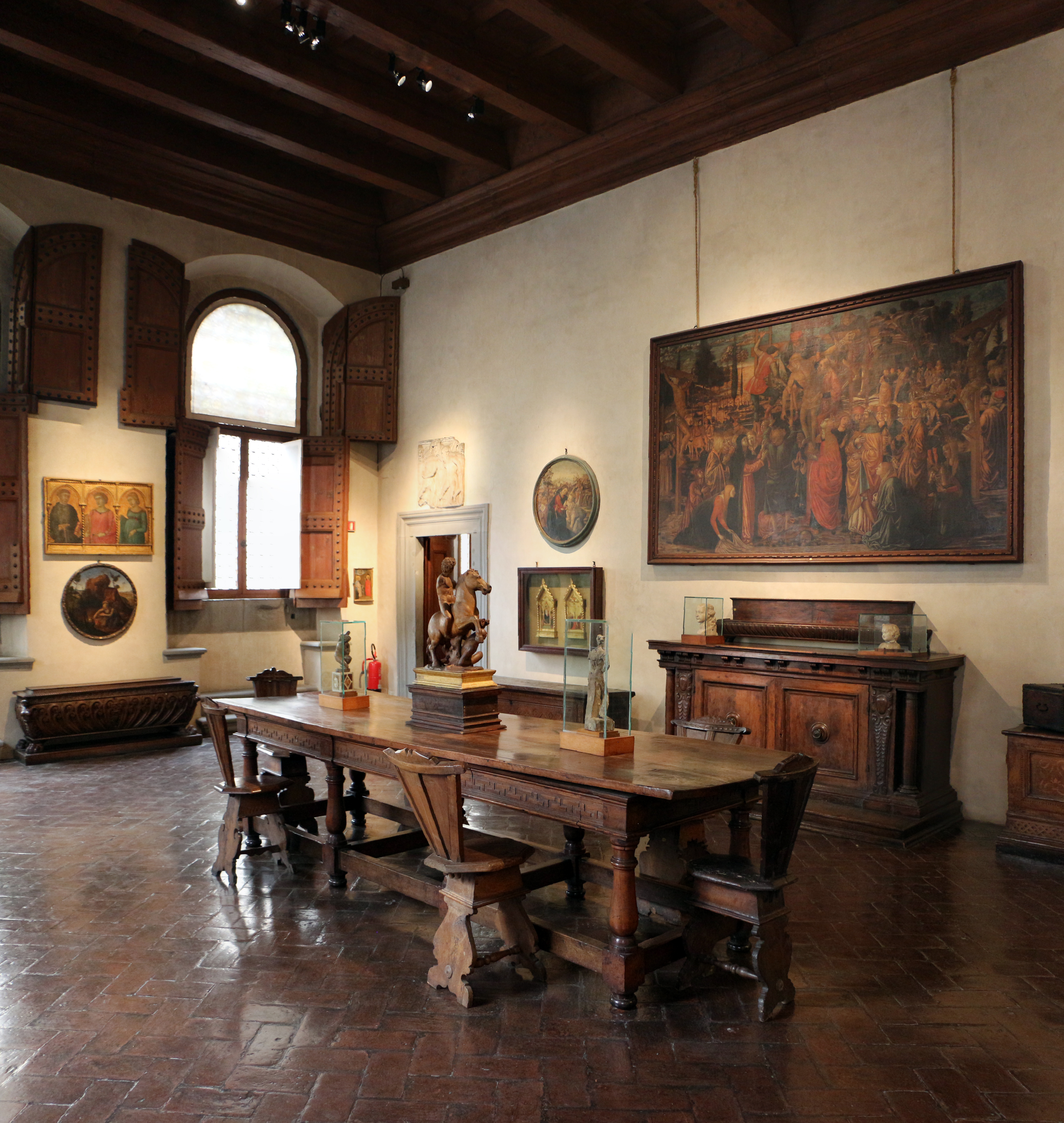
Один из залов первого этажа
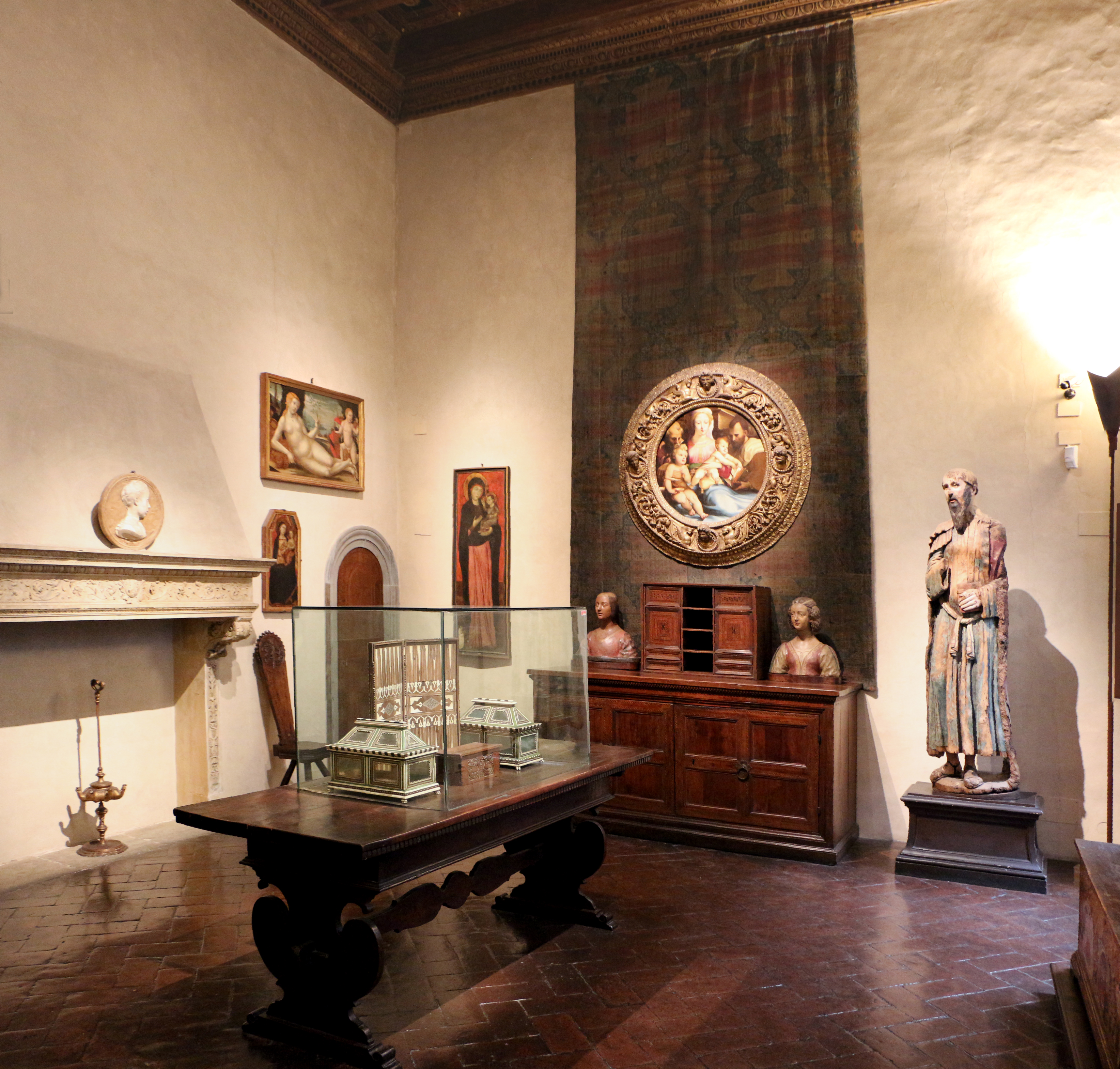
Часть экспозиции
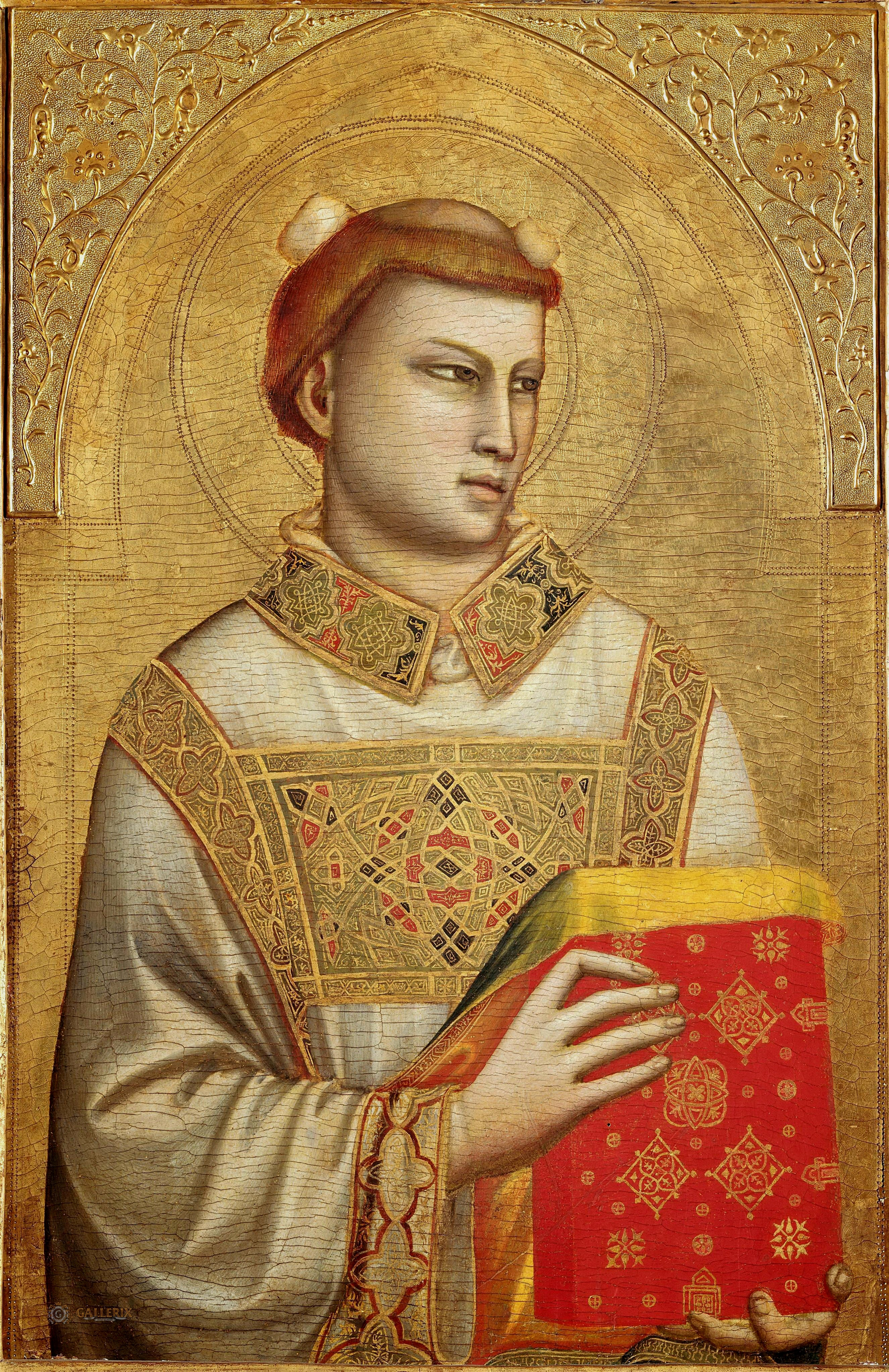
Джотто. Святой Стефан. 1320—1325. Дерево, темпера
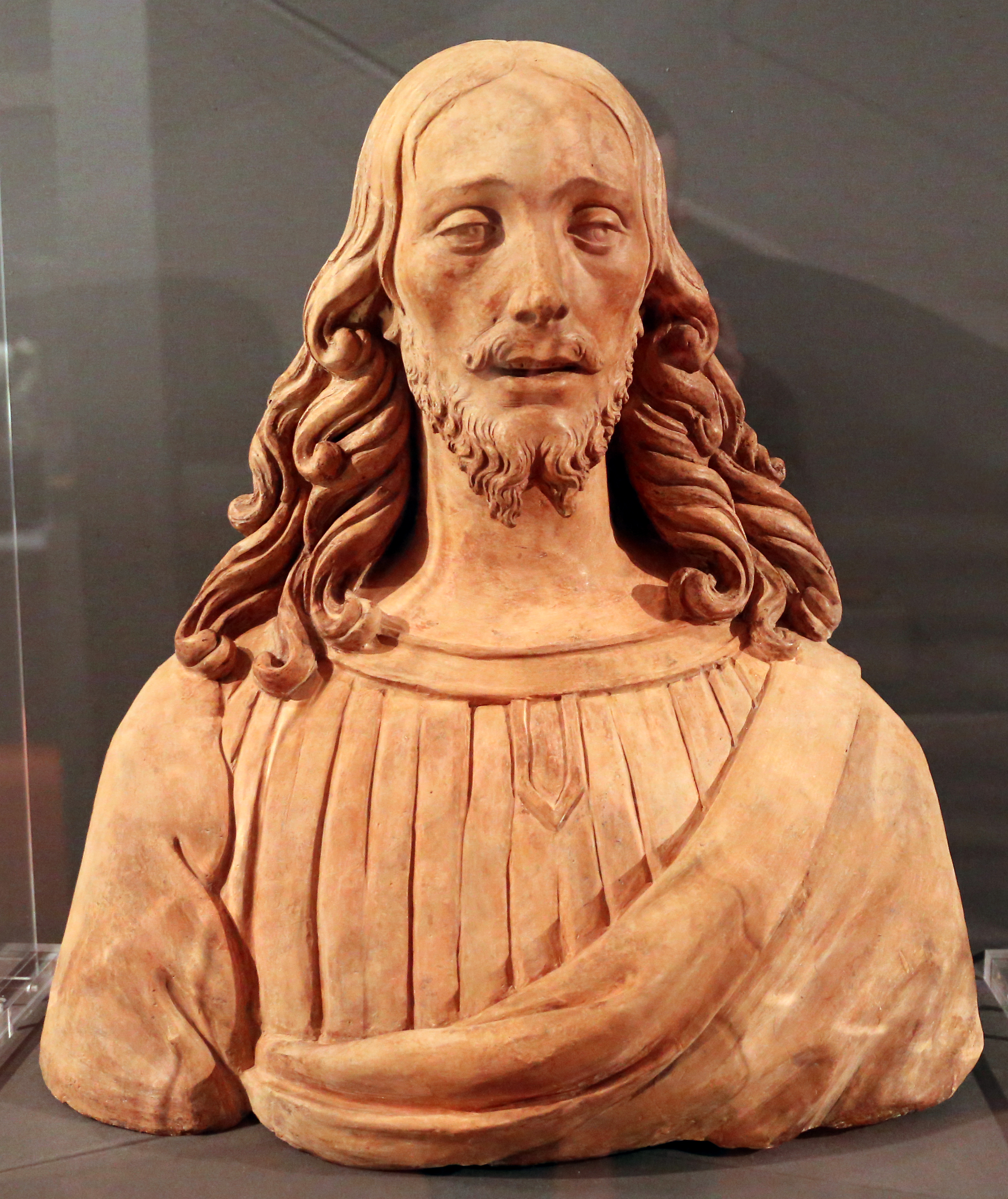
Aньоло ди Поло. Спаситель. 1500—1510. Терракота
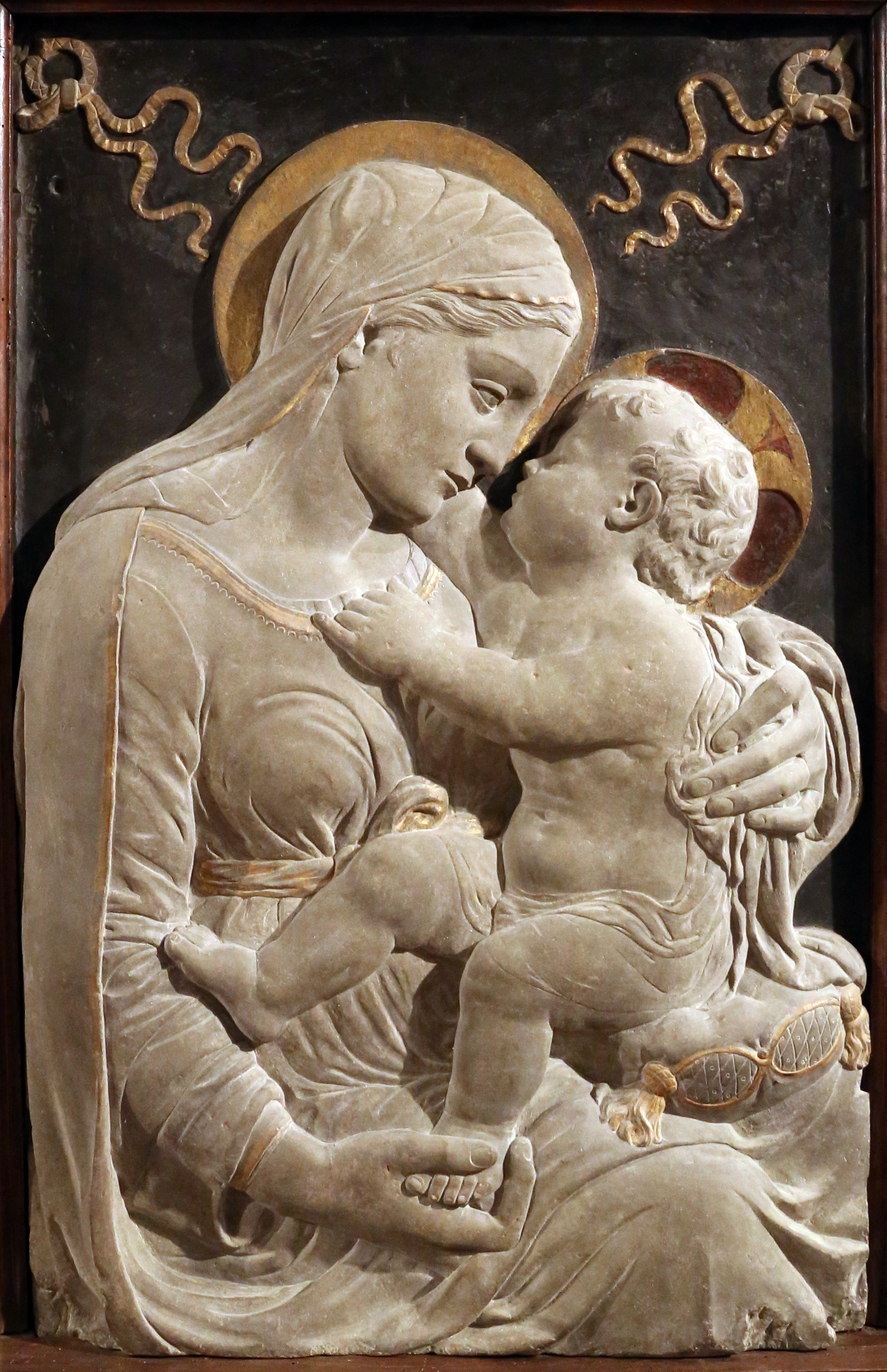
Якопо Сансовино. Мадонна с Младенцем. 1500—1510. Мрамор
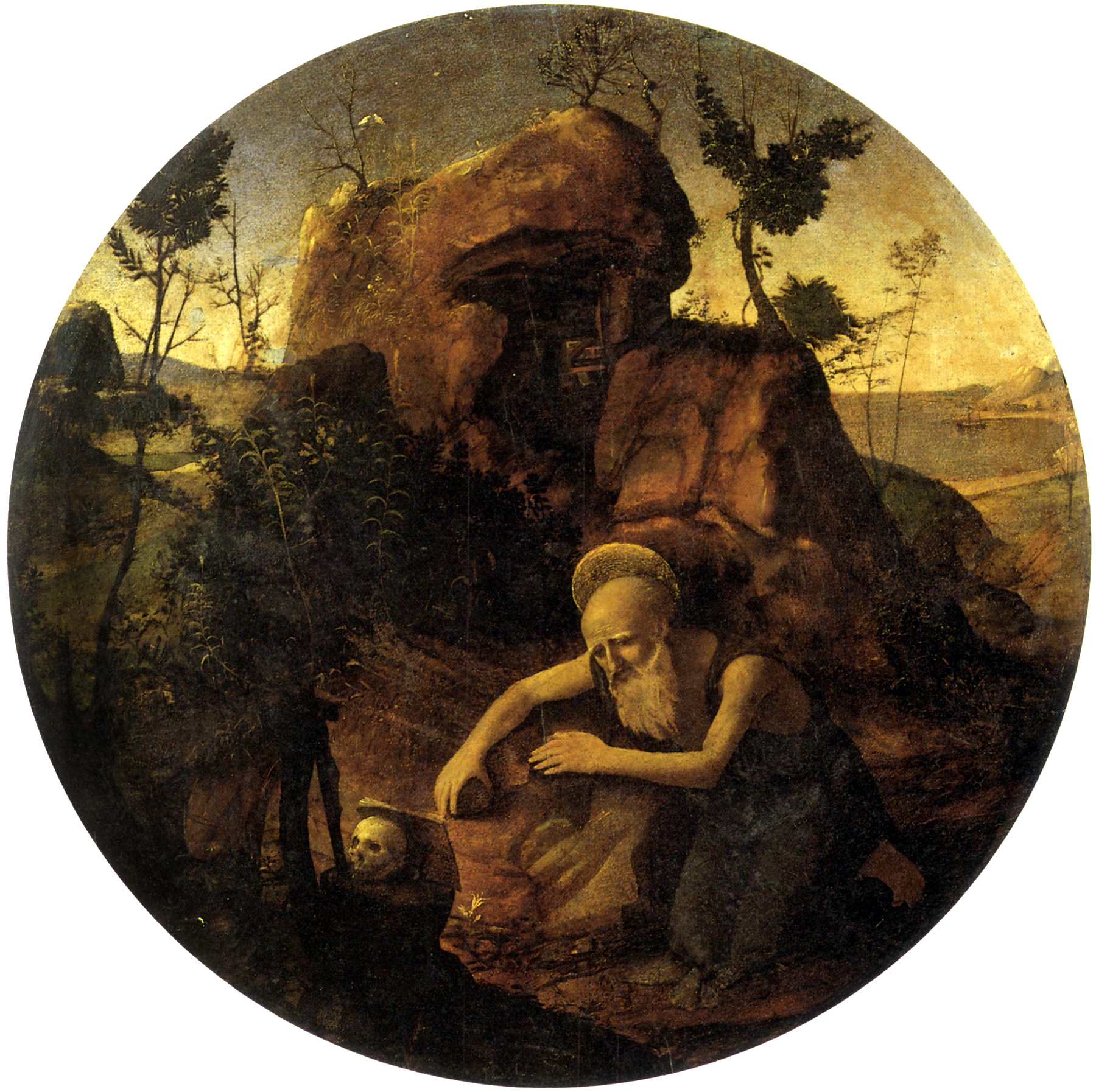
Пьеро ди Козимо. Святой Иероним. 1490-е. Дерево, масло
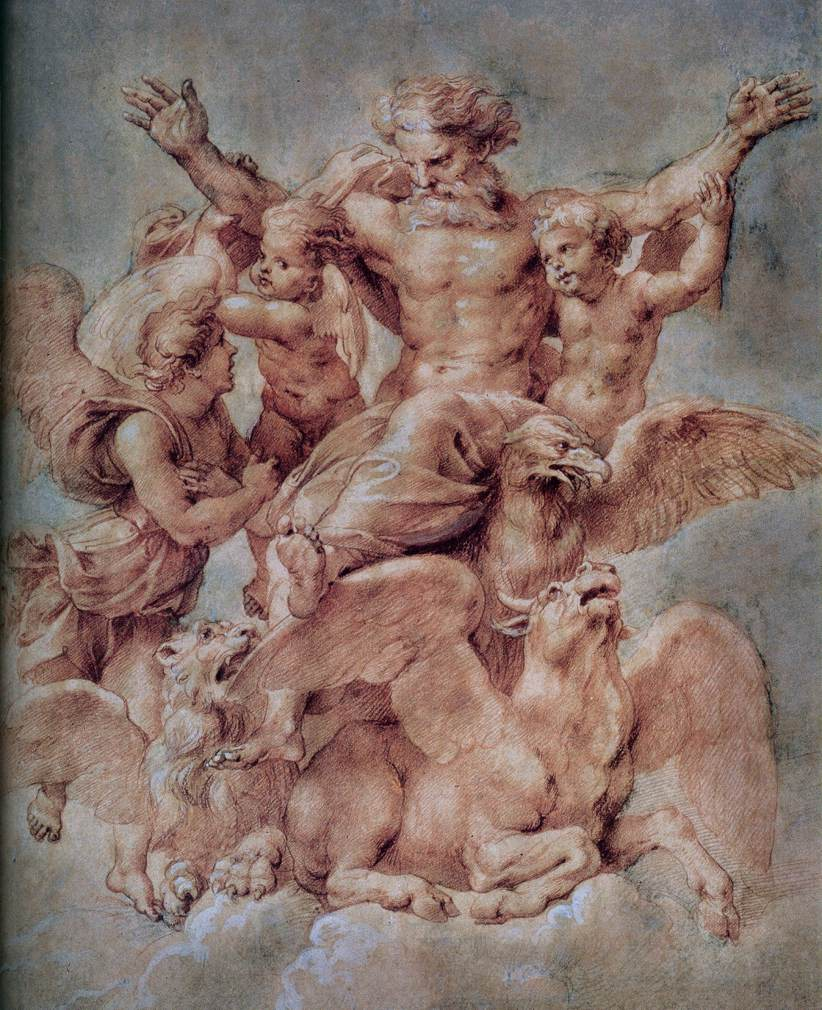
П. П. Рубенс. Видение Иезекииля. Между 1605 и 1608. Бумага, итальянский карандаш, сангина, белила